# Amerykańscy arcymistrzowie szachowi
Lista amerykańskich szachistów, posiadających tytuły arcymistrzów (GM) i arcymistrzyń (WGM), zarówno w grze klasycznej, korespondencyjnej, kompozycji szachowej, jak i w rozwiązywaniu zadań szachowych oraz tytuły arcymistrzów honorowych (HGM), przyznawanych za osiągnięcia w przeszłości. Obejmuje także zawodników, którzy barwy Stanów Zjednoczonych reprezentowali tylko w pewnym okresie swojego życia.

## Szachy klasyczne

### arcymistrzowie
| Zawodnicy                   | Rok urodzenia | Rok śmierci | Rok nadania | Uwagi                                                          |
| --------------------------- | ------------- | ----------- | ----------- | -------------------------------------------------------------- |
| Warużan Hakopian            | 1983          |             | 2004        | wcześniej Armenia                                              |
| Lew Alburt                  | 1945          |             | 1977        | pochodzenie ukraińskie, wcześniej ZSRR                         |
| Babakuli Annakow            | 1972          |             | 1997        | wcześniej ZSRR i Turkmenistan                                  |
| Marc Arnold                 | 1992          |             | 2012        |                                                                |
| Maurice Ashley              | 1966          |             | 1999        |                                                                |
| Julio Becerra Rivero        | 1973          |             | 1997        | wcześniej Kuba                                                 |
| Joel Benjamin               | 1964          |             | 1986        |                                                                |
| Pál Benkő                   | 1928          | 2019        | 1958        | wcześniej Węgry                                                |
| Vinay Bhat                  | 1984          |             | 2008        | pochodzenie hinduskie                                          |
| Arthur Bisguier             | 1929          | 2017        | 1957        |                                                                |
| Peter Biyiasas              | 1950          |             | 1978        | pochodzenie greckie, wcześniej Kanada                          |
| Walter Browne               | 1949          | 2015        | 1970        | wcześniej Australia                                            |
| Robert Byrne                | 1928          | 2013        | 1964        |                                                                |
| Fabiano Caruana             | 1992          |             | 2007        | obecnie Włochy                                                 |
| Melikset Chaczijan          | 1970          |             | 2006        | wcześniej Armenia                                              |
| Larry Christiansen          | 1956          |             | 1977        |                                                                |
| Fidel Corrales Jiménez      | 1987          |             | 2008        | wcześniej Kuba                                                 |
| Arthur Dake                 | 1910          | 2000        | 1986        | pochodzenie polskie, tytuł honorowy                            |
| Arnold Denker               | 1914          | 2005        | 1981        | tytuł honorowy                                                 |
| Maxim Dlugy                 | 1966          |             | 1986        | pochodzenie rosyjskie                                          |
| Roman Dżindżichaszwili      | 1944          |             | 1977        | pochodzenie gruzińskie, wcześniej ZSRR i Izrael                |
| Jaan Ehlvest                | 1962          |             | 1987        | wcześniej ZSRR i Estonia                                       |
| Siergiej Erenburg           | 1983          |             | 2003        | pochodzenie rosyjskie, wcześniej Izrael                        |
| Larry Evans                 | 1932          | 2010        | 1957        |                                                                |
| John Fedorowicz             | 1958          |             | 1986        |                                                                |
| Reuben Fine                 | 1914          | 1993        | 1950        |                                                                |
| Benjamin Finegold           | 1969          |             | 2009        |                                                                |
| Nick de Firmian             | 1957          |             | 1985        |                                                                |
| Bobby Fischer               | 1943          | 2008        | 1957        | później Islandia                                               |
| Alexander Fishbein          | 1968          |             | 1992        |                                                                |
| Joshua Friedel              | 1986          |             | 2008        |                                                                |
| Timur Gariejew              | 1988          |             | 2004        | wcześniej Uzbekistan                                           |
| Aleksandr Goldin            | 1965          |             | 1989        | pochodzenie rosyjskie, wcześniej ZSRR i Izrael                 |
| Renier González             | 1972          |             | 2008        | wcześniej Kuba                                                 |
| Eduard Gufeld               | 1936          | 2002        | 1967        | pochodzenie ukraińskie, wcześniej ZSRR                         |
| Boris Gulko                 | 1947          |             | 1976        | pochodzenie rosyjskie, wcześniej ZSRR i Izrael                 |
| Dmitrij Gurewicz            | 1956          |             | 1983        | pochodzenie rosyjskie, wcześniej ZSRR                          |
| Ilja Gurewicz               | 1972          |             | 1993        | pochodzenie ukraińskie                                         |
| Ron Henley                  | 1956          |             | 1982        |                                                                |
| Holden Hernández Carmenates | 1984          |             | 2007        | wcześniej Kuba                                                 |
| Robert Hess                 | 1991          |             | 2009        |                                                                |
| Conrad Holt                 | 1993          |             | 2012        |                                                                |
| Robert Hungaski             | 1987          |             | 2013        |                                                                |
| Ildar Ibragimow             | 1967          |             | 1993        | wcześniej ZSRR i Rosja                                         |
| Aleksandr Iwanow            | 1956          |             | 1991        | pochodzenie rosyjskie, wcześniej ZSRR                          |
| Igor Iwanow                 | 1947          | 2005        | 2005        | pochodzenie rosyjskie, wcześniej ZSRR i Kanada, tytuł honorowy |
| Zwiad Izoria                | 1984          |             | 2002        | wcześniej Gruzja                                               |
| Aleksiej Jermolinski        | 1958          |             | 1992        | pochodzenie rosyjskie, wcześniej ZSRR                          |
| Grigorij Kajdanow           | 1959          |             | 1988        | pochodzenie ukraińskie, wcześniej ZSRR                         |
| Gata Kamski                 | 1974          |             | 1990        | pochodzenie tatarskie, wcześniej ZSRR                          |
| Isaac Kashdan               | 1905          | 1988        | 1954        |                                                                |
| Larry Kaufman               | 1947          |             | 2008        |                                                                |
| Lubomir Kavalek             | 1943          | 2021        | 1965        | wcześniej Czechosłowacja                                       |
| George Koltanowski          | 1903          | 2000        | 1988        | wcześniej Belgia, tytuł honorowy                               |
| Jesse Kraai                 | 1972          |             | 2007        |                                                                |
| Boris Kreiman               | 1976          |             | 2004        | pochodzenie rosyjskie                                          |
| Irina Krush                 | 1983          |             | 2013        | pochodzenie ukraińskie, kobieta                                |
| Siergiej Kudrin             | 1959          |             | 1984        | pochodzenie rosyjskie, wcześniej ZSRR                          |
| Anatolij Lejn               | 1931          | 2018        | 1968        | pochodzenie rosyjskie, wcześniej ZSRR                          |
| William Lombardy            | 1937          | 2017        | 1960        |                                                                |
| Aleksandr Lenderman         | 1989          |             | 2010        | pochodzenie rosyjskie                                          |
| Edmar Mednis                | 1937          | 2002        | 1980        | pochodzenie łotewskie                                          |
| Anthony Miles               | 1955          | 2001        | 1976        | również Anglia                                                 |
| Mackenzie Molner            | 1988          |             | 2013        |                                                                |
| Hikaru Nakamura             | 1987          |             | 2003        | pochodzenie japońskie                                          |
| Daniel Naroditsky           | 1995          |             | 2013        |                                                                |
| Igor Nowikow                | 1962          |             | 1990        | wcześniej ZSRR i Ukraina                                       |
| Aleksander Oniszczuk        | 1975          |             | 1994        | wcześniej ZSRR i Ukraina                                       |
| Sam Pałatnik                | 1950          |             | 1978        | wcześniej ZSRR i Ukraina                                       |
| Eugene Perelshteyn          | 1980          |             | 2006        |                                                                |
| Zsuzsa Polgár               | 1969          |             | 1991        | wcześniej Węgry                                                |
| Alejandro Ramírez           | 1988          |             | 2004        | wcześniej Kostaryka                                            |
| Samuel Reshevsky            | 1911          | 1992        | 1950        | pochodzenie polskie                                            |
| Ray Robson                  | 1994          |             | 2010        |                                                                |
| Kenneth Rogoff              | 1953          |             | 1978        |                                                                |
| Michael Rohde               | 1959          |             | 1988        |                                                                |
| Nicolas Rossolimo           | 1910          | 1975        | 1953        | pochodzenie greckie, wcześniej Francja                         |
| Giennadij Sagalczik         | 1969          |             | 1994        | wcześniej ZSRR i Rosja                                         |
| Gabriel Schwartzman         | 1976          |             | 1993        | wcześniej Rumunia                                              |
| Yasser Seirawan             | 1960          |             | 1980        | pochodzenie syryjskie                                          |
| Grigorij Serper             | 1969          |             | 1992        | wcześniej ZSRR i Uzbekistan                                    |
| Samuel Sevian               | 2000          |             | 2014        |                                                                |
| Enrico Sevillano            | 1968          |             | 2012        | wcześniej Filipiny                                             |
| Tal Shaked                  | 1978          |             | 1997        |                                                                |
| Samuel Shankland            | 1991          |             | 2011        |                                                                |
| Alex Sherzer                | 1971          |             | 1993        |                                                                |
| Wesley So                   | 1993          |             | 2008        | wcześniej Filipiny                                             |
| Andrew Soltis               | 1947          |             | 1980        |                                                                |
| Aleksander Stripunski       | 1970          |             | 1998        | wcześniej ZSRR i Ukraina                                       |
| Aleksandr Szabałow          | 1967          |             | 1991        | pochodzenie łotewskie, wcześniej ZSRR                          |
| Leonid Szamkowicz           | 1923          | 2005        | 1965        | pochodzenie rosyjskie, wcześniej ZSRR i Izrael                 |
| Bryan Smith                 | 1980          |             | 2013        |                                                                |
| Miron Szer                  | 1952          | 2020        | 1992        | wcześniej ZSRR i Rosja                                         |
| Jurij Szulman               | 1975          |             | 1995        | wcześniej ZSRR i Białoruś                                      |
| James Tarjan                | 1952          |             | 1976        |                                                                |
| Jonathan Tisdall            | 1958          |             | 1995        | obecnie Norwegia                                               |
| Kayden Troff                | 1998          |             | 2014        |                                                                |
| Michael Wilder              | 1962          |             | 1988        |                                                                |
| Aleksander Wojtkiewicz      | 1963          | 2006        | 1990        | wcześniej ZSRR i Polska                                        |
| Patrick Wolff               | 1968          |             | 1990        |                                                                |
| Giennadij Zajczik           | 1957          |             | 1984        | wcześniej ZSRR i Gruzja                                        |
| Elmārs Zemgalis             | 1923          | 2014        | 2003        | pochodzenie łotewskie, tytuł honorowy                          |
| Raset Ziatdinow             | 1958          |             | 2005        | wcześniej ZSRR i Uzbekistan                                    |

### arcymistrzynie
| Zawodniczki                  | Rok urodzenia | Rok śmierci | Rok nadania | Uwagi                                          |
| ---------------------------- | ------------- | ----------- | ----------- | ---------------------------------------------- |
| Tatev Abrahamyan             | 1988          |             | 2011        | wcześniej Armenia                              |
| Anna Achszarumowa            | 1957          |             | 1989        | pochodzenie rosyjskie, wcześniej ZSRR i Izrael |
| Camilla Baginskaite          | 1967          |             | 2002        | wcześniej ZSRR i Litwa                         |
| Andżelina Biełakowska        | 1969          |             | 1993        | wcześniej ZSRR i Ukraina                       |
| Jelena Donaldson-Achmyłowska | 1957          | 2012        | 1988        | pochodzenie rosyjskie, wcześniej ZSRR          |
| Sabina-Francesca Foișor      | 1989          |             | 2007        | wcześniej Rumunia                              |
| Anna Gersznik                | 1975          |             | 1995        | wcześniej ZSRR i Izrael                        |
| Rusudan Goletiani            | 1980          |             | 1999        | wcześniej Gruzja, +mistrz międzynarodowy       |
| Ałła Grinfeld                | 1953          |             | 1996        | wcześniej ZSRR i Rosja                         |
| Irina Krush                  | 1983          |             | 1999        | pochodzenie ukraińskie, +arcymistrz            |
| Irina Lewitina               | 1954          |             | 1976        | pochodzenie rosyjskie, wcześniej ZSRR          |
| Kateřina Němcová             | 1990          |             | 2008        | wcześniej Czechy                               |
| Nazi Paikidze                | 1993          |             | 2010        | wcześniej Gruzja, +mistrz międzynarodowy       |
| Zsuzsa Polgár                | 1969          |             | przed 1990  | wcześniej Węgry, +arcymistrz                   |
| Katerina Rohonyan            | 1984          |             | 2004        | wcześniej Ukraina                              |
| Jennifer Shahade             | 1980          |             | 2005        |                                                |
| Anna Szarewicz               | 1985          |             | 2006        | wcześniej Białoruś                             |
| Anna Zatonskih               | 1978          |             | 1999        | wcześniej Ukraina, +mistrz międzynarodowy      |

## Szachy korespondencyjne

### arcymistrzowie
| Zawodnicy               | Rok urodzenia | Rok śmierci | Rok nadania | Uwagi                                          |
| ----------------------- | ------------- | ----------- | ----------- | ---------------------------------------------- |
| Hans Berliner           | 1929          |             | 1968        | pochodzenie niemieckie, +mistrz międzynarodowy |
| Jason Bokar             | ?             |             | 2007        |                                                |
| Joseph DeMauro          | ?             |             | 1997        |                                                |
| Edward Duliba           | ?             |             | 2009        |                                                |
| Daniel Fleetwood        | ?             |             | 2008        |                                                |
| Victor Palciauskas      | 1941          |             | 1983        | pochodzenie litewskie                          |
| Robin Smith (Szachista) | ?             |             | 2004        |                                                |
| John Timm               | 1945          |             | 2004        | +mistrz FIDE                                   |
| Alik Zilberberg         | 1937          |             | 1994        |                                                |

## Kompozycja szachowa

### arcymistrzowie
| Zawodnicy      | Rok urodzenia | Rok śmierci | Rok nadania | Uwagi                                        |
| -------------- | ------------- | ----------- | ----------- | -------------------------------------------- |
| Milan Vukcević | 1937          | 1988        | 2003        | pochodzenie serbskie, +mistrz międzynarodowy |
| Toma Garai     | 1935          |             | 1996        | pochodzenie węgierskie                       |